# Gare de Saint-Mars-la-Brière
Pour les articles homonymes, voir Brière (homonymie).
La gare de Saint-Mars-la-Brière est une gare ferroviaire française de la ligne de Paris-Montparnasse à Brest, située sur le territoire de la commune de Saint-Mars-la-Brière, dans le département de la Sarthe, en région Pays de la Loire.
Elle est mise en service en 1854 par la Compagnie des chemins de fer de l'Ouest.
C'est une halte voyageurs de la Société nationale des chemins de fer français (SNCF) desservie par les trains du réseau TER Pays de la Loire.

## Situation ferroviaire

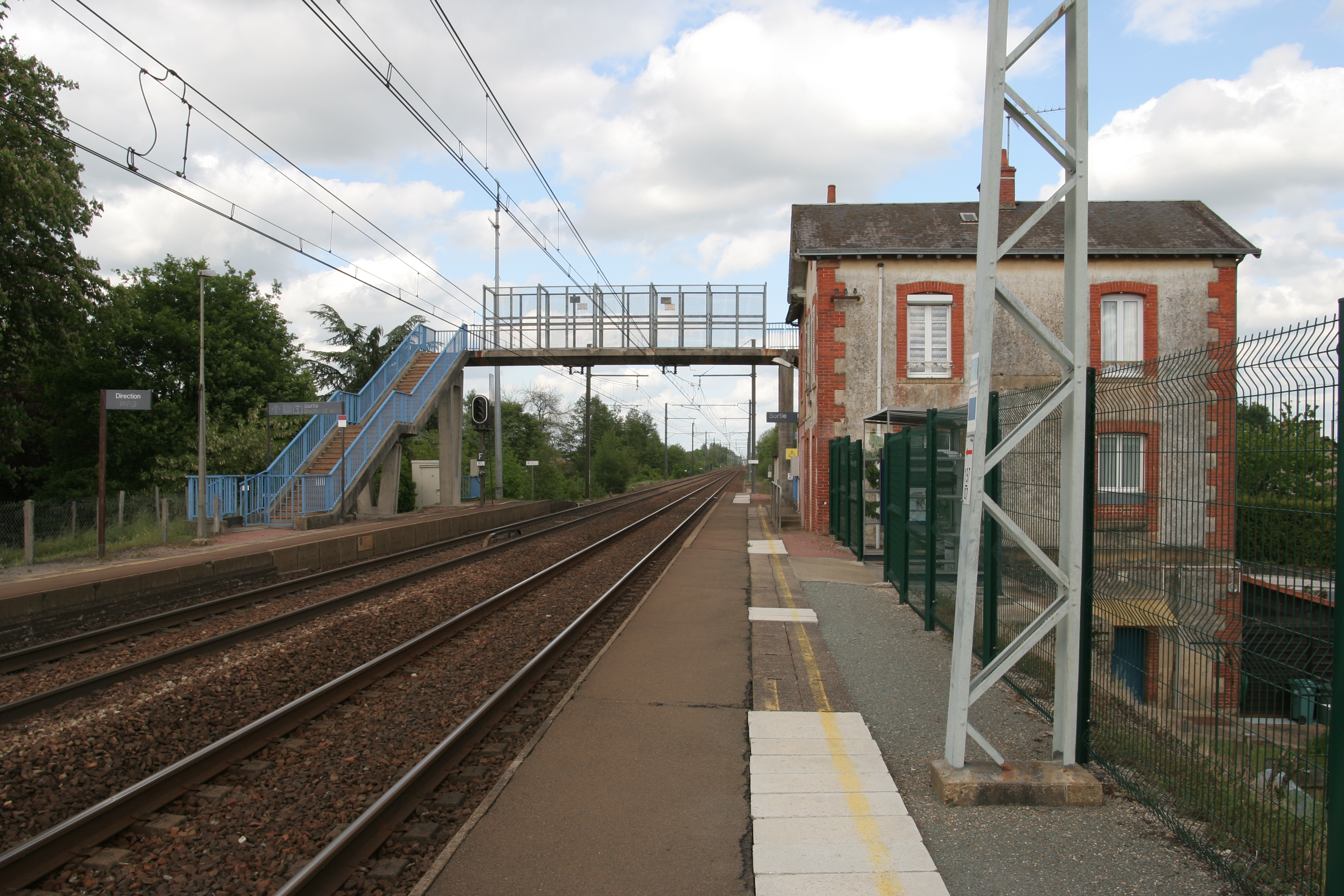
Les voies en direction de Paris.

Établie à 61 mètres d'altitude, la gare de Saint-Mars-la-Brière est située au point kilométrique (PK) 197,212 de la ligne de Paris-Montparnasse à Brest, entre les gares ouvertes de Montfort-le-Gesnois et Champagné.

## Histoire
La station de Saint-Mars-la-Brière est mise en service le 1er juin 1854 par la Compagnie des chemins de fer de l'Ouest, lorsqu'elle ouvre à l'exploitation la section de Chartres au Mans de sa ligne de Paris-Montparnasse à Brest.

## Fréquentation
De 2015 à 2023, selon les estimations de la SNCF, la fréquentation annuelle de la gare s'élève aux nombres indiqués dans le tableau ci-dessous.
| Année     | 2015   | 2016   | 2017   | 2018   | 2019  | 2020  | 2021  | 2022  | 2023  |
| --------- | ------ | ------ | ------ | ------ | ----- | ----- | ----- | ----- | ----- |
| Voyageurs | 16 442 | 16 082 | 16 072 | 10 393 | 9 515 | 2 026 | 2 419 | 4 360 | 5 268 |

## Service des voyageurs

### Accueil
Halte SNCF, c'est un point d'arrêt non géré (PANG) à entrée libre. Elle dispose de deux quais avec abris.
Une passerelle permet la traversée des voies et le passage d'un quai à l'autre.

### Desserte
Saint-Mars-la-Brière est desservie par des trains omnibus TER Pays de la Loire sur la relation Le Mans - Nogent-le-Rotrou, à raison de six allers et sept retours quotidiens  en semaine. Au-delà de Nogent-le-Rotrou vers l'est, un aller-retour appartenant alors à partir de cette gare au réseau TER Centre-Val de Loire est prolongé ou amorcé en gare de Chartres. Le temps de trajet est d'environ 10 minutes depuis Le Mans, 35 minutes depuis Nogent-le-Rotrou et 1 heure 25 minutes depuis Chartres.

### Intermodalité
Elle dispose d'un parc pour les vélos et d'un parking pour les véhicules.